# مارك س. واتسون
كان مارك سكينر واتسون (24 يونيو 1887 - 25 مارس 1966) محررًا ومراسلًا أمريكيًا لصحيفة بالتيمور صن بين عشرينيات وستينيات القرن العشرين. بدأ واتسون مسيرته المهنية في مجال الصحافة عام 1908 وذلك قبل أن يلتحق بصحيفة بالتيمور صن عام 1920 كمساعد مدير تحرير. الا انه بعد تعيينه محررًا لصحيفة بالتيمور يوم الأحد في عام 1941، انتقل واتسون إلى المراسلات العسكرية في العام نفسه. و بينما كان يشغل هذا المنصب حتى ستينيات القرن العشرين، قام واتسون بتغطية موضوعات متعددة بما في ذلك الاختبارات النووية في جزيرة بيكيني أتول ، واختراع الغواصة النووية ، والحرب الكورية . خلال مسيرته المهنية، حصل واتسون على جائزة بوليتسر للتقارير التلغرافية الدولية وذلك في عام 1945 وايضا الميدالية الرئاسية للحرية في عام 1963.

## الحياة المبكرة والتعليم
في 24 يونيو 1887، ولد واتسون في بلاتسبورج، نيويورك . حيث حصل واتسون على درجة البكالوريوس في الآداب من كلية يونيون في عام 1908، وذلك بعد حصوله على تعليمه ما بعد الثانوي. 

## الحياة مهنية
أثناء دراسته، بدأ واتسون مسيرته الصحفية كمراسل لصحيفة بلاتسبورج بريس في عام 1908. وبعد تركه الصحيفة في عام 1909، عمل لدى صحيفة شيكاغو تريبيون كمراسل خارجي حتى عام 1917. أثناء عمله في شيكاغو، عمل لفترة وجيزة مديرًا للدعاية لمعرض بنما-كاليفورنيا من عام 1914 إلى عام 1915.  بعد إنهاء عمله في المراسلات، خدم واتسون في جيش الولايات المتحدة من عام 1917 إلى عام 1920 كضابط استخبارات.   عمل واتسون بعد الحرب العالمية الأولى ، كمحرر إداري لمجلة Ladies' Home Journal في عام 1920 قبل انضمامه إلى صحيفة The Baltimore Sun في ذلك العام. 
في بالتيمور، بدأ واتسون كمساعد مدير تحرير في عام 1920 قبل أن يتم تعيينه محررًا لإصدار الأحد في عام 1927.  حيث في عام 1939، بدأ واتسون في كتابة القصص عن الحرب العالمية الثانية وذلك قبل أن يصبح مراسلاً عسكرياً لصحيفة بالتيمور في عام 1941. أثناء الحرب، قام واتسون بإعداد تقارير عن الحرب في شمال أفريقيا وأوروبا قبل أن يعود إلى جيش الولايات المتحدة في عام 1944. وعند نهاية الحرب العالمية الثانية، كتب واتسون قصصًا عسكرية إضافية لصحيفة بالتيمور صن حتى عام 1966. هناك بعض المواضيع التي تناولها واتسون خلال هذه الفترة الزمنية شملت التجارب النووية في بيكيني أتول ، وظهور أول غواصة نووية ، والحرب الكورية . 

## الجوائز والأوسمة
، حصل واتسون على جائزة بوليتسر للتقارير التلغرافية الدولية عام 1945 وذلك اثناء فترة عمله مع صحيفة بالتيمور صن، وفي وقت لاحق، حصل ايضا على وسام الحرية الرئاسي في عام 1963. 

## الحياة الشخصية
حيث توفي واتسون في 25 مارس 1966 في بالتيمور بولاية ماريلاند .  وقد كان متزوجا ولديه طفلان. 